# Stephan Pütz
Stephan Pütz (ur. 8 kwietnia 1987 w Monachium) – niemiecki zawodnik MMA wagi półciężkiej. Były mistrz M-1 Global w wadze półciężkiej. Od 2021 związany z Oktagon MMA.

## Wczesne życie
Stefan Pütz urodził się 8 kwietnia 1987 roku w Monachium. Jako dziecko, za namową ojca ojca, uprawiał wiele sportów, w tym hokej, piłkę ręczną, boks, kick-boxing i jiu-jitsu.

## Kariera MMA

### Wczesna kariera
Pierwszą zawodową walkę w mieszanych sztukach walki odbył w 2012 roku, pokonując swojego pierwszego przeciwnika przed czasem w drugiej rundzie. W ciągu półtora roku stoczył dziewięć walk w różnych niemieckich federacjach, zdobył tytuły mistrzowskie w trzech różnych organizacjach: Superior FC, Respect FC i Mix Fight Gala. W lutym 2014 roku poniósł pierwszą porażkę w karierze, kiedy to przegrał w Danii jednogłośną decyzją z miejscowym zawodnikiem Joachimem Christensenem.

### M-1 Global
W 2014 roku podpisał kontrakt z rosyjską organizacją M-1 Global i zaczął brać udział w turniejach walki M-1 Challenge. W swojej debiutanckiej walce od razu uzyskał możliwość do walki o tytuł wagi półciężkiej, który zwolnił się po przejściu na sportową emeryturę ówczesnego mistrza Siergieja Korniewa. Drugim pretendentem był do tej walki był Rosjanin Wiktor Niemkow. Ich walka trwała pełen dystans pięciu rund, po których sędziowie niejednogłośną decyzją przyznali zwycięstwo Pützowi, w wyniku czego został nowym mistrzem organizacji.
W późniejszym czasie planowany był rewanż pomiędzy Pützem a Niemkowem, ale na krótko przed walką Rosjanin doznał kontuzji i został zastąpiony przez Brazylijczyka Luisa Fernando Miranda. Pütz skutecznie obronił otrzymany pas mistrzowski, kiedy to pod koniec drugiej rundy udusił Mirandę. 
W grudniu tego samego roku odbył drugą obronę, w drugiej rundzie pokonał niepokonanego dotychczas pretendenta Walerija Miasnikowa przez TKO w drugiej rundzie.
W maju 2015 roku stoczył walkę z Polakiem, Marcinem Tyburą, mistrzem kategorii M-1 w wadze ciężkiej. W stawce nie było pasów mistrzowskich żadnego z zawodników. Zwyciężył przez techniczny nokaut w trzeciej rundzie, kiedy to sędzia wyraźnie zasygnalizował złamanie przegrody nosowej i przerwał pojedynek. 
W grudniu tego samego roku doszło do mistrzowskiego rewanżu z Wiktorem Niemkowem. Pütz musiał tym razem uznać wyższość rywala, który zwyciężył w wyniku jednogłośnej decyzji sędziów. 
Po dwóch zwycięstwach w M-1 Challenge w lutym 2017 roku ponownie zdobył tytuł mistrza wagi półciężkiej, który należał już wówczas do Raszyda Jusupowa. Walka toczyła się w stójce, w pierwszych dwóch rundach Jusupow zadał przeciwnikowi poważne obrażenia. Na twarzy Pütza pojawiło się wiele rozcięć, w wyniku czego w trzeciej rundzie jego narożnik poddał walkę.

## Osiągnięcia[14]

### Mieszane sztuki walki
- 2012: Mistrz Superior FC w wadze półciężkiej
- 2013: Mistrz Kombat Komplett w wadze półciężkiej
- 2013-2014: Mistrz Respect Fighting Championship w wadze półciężkiej
- 2014-2015: Mistrz M-1 Global w wadze półciężkiej
- 2018: Mistrz GMC w wadze półciężkiej
- 2020: Mistrz GMC w wadze ciężkiej
- 2020: Mistrz Fair FC w wadze półciężkiej

## Lista zawodowych walk w MMA
| Wynik     | Bilans | Przeciwnik (bilans przed walką) | Rozstrzygnięcie                             | Runda | Czas | Rozgrywki                                         | Data       | Miejsce             | Uwagi                                                                         |
| --------- | ------ | ------------------------------- | ------------------------------------------- | ----- | ---- | ------------------------------------------------- | ---------- | ------------------- | ----------------------------------------------------------------------------- |
| Wygrana   | 22-5   | Miloš Petrášek (12-6)           | Decyzja (jednogłośna)                       | 3     | 5:00 | Oktagon 36: Eckerlin vs. de Oliveira 2            | 15.10.2022 | Frankfurt nad Menem |                                                                               |
| Wygrana   | 21-5   | Martin Zawada (29-16-1)         | Decyzja (jednogłośna)                       | 3     | 5:00 | Oktagon 33: Buchinger vs. Keita                   | 04.06.2022 | Frankfurt nad Menem | Co-Main Event                                                                 |
| Przegrana | 20-5   | Viktor Pešta (17-6)             | TKO (przerwanie przez lekarza)              | 3     | 5:00 | Oktagon 28: Pešta vs. Pütz                        | 25.09.2021 | Praga               | Debiut w Oktagon MMA, Walka o pas mistrzowski Oktagon MMA w wadze półciężkiej |
| Wygrana   | 20-4   | Walter Chincho Jr. (6-0)        | Poddanie (duszenie trójkątne rękoma)        | 1     | 4:47 | Fair FC 10                                        | 03.10.2020 | Bochum              | Zdobył pas mistrza Fair FC w wadze półciężkiej, co-Main Event                 |
| Wygrana   | 19-4   | Ruben Wolf (12-10)              | TKO (niezdolność do kontynuowania walki)    | 3     | 5:00 | GMC 24                                            | 07.03.2020 | Monachium           | Zdobył pas mistrza GMC w wadze ciężkiej, Main Event                           |
| Wygrana   | 18-4   | Idris Amizhaev (9-3)            | TKO (ciosy pięściami)                       | 3     | 1:00 | GMC 20                                            | 29.06.2019 | Berlin              | Obronił pas mistrza GMC w wadze półciężkiej                                   |
| Wygrana   | 17-4   | Joachim Christensen (14-7)      | Poddanie (duszenie trójkątne rękoma)        | 2     | 4:51 | GMC 19                                            | 23.03.2019 | Monachium           | Obronił pas mistrza GMC w wadze półciężkiej                                   |
| Wygrana   | 16-4   | Jan Gottvald (7-1)              | Decyzja (jednogłośna)                       | 5     | 5:00 | GMC 16                                            | 01.09.2018 | Kolonia             | Zdobył pas mistrza GMC w wadze półciężkiej                                    |
| Przegrana | 15-4   | Chadis Ibragimow (4-0)          | Poddanie (duszenie bulldog)                 | 3     | 2:03 | M-1 Challenge 88: Tutarauli vs Ismagulov          | 22.02.2018 | Moskwa              |                                                                               |
| Przegrana | 15-3   | Raszyd Jusupow (8-0)            | TKO (przerwanie przez narożnik)             | 3     | 3:26 | M-1 Challenge 74: Yusupov vs. Puetz               | 18.02.2017 | Petersburg          | Walka o pas mistrza M-1 Global w wadze półciężkiej                            |
| Wygrana   | 15-2   | Marcus Vinicius Lopes (10-4)    | Poddanie (duszenie zza pleców)              | 3     | ?    | M-1 Challenge 71: Nemkov vs Vegh                  | 22.10.2016 | Petersburg          |                                                                               |
| Wygrana   | 14-2   | Andriej Seledcow (6-1)          | Decyzja (jednogłośna)                       | 3     | 5:00 | M-1 Challenge 66: Nemkov vs. Yusupov              | 27.05.2016 | Orenburg            |                                                                               |
| Przegrana | 13-2   | Wiktor Niemkow (24-5)           | Decyzja (jednogłośna)                       | 5     | 5:00 | M-1 Challenge 63: Puetz vs. Nemkov 2              | 04.12.2015 | Petersburg          | Stracił pas mistrza M-1 Global w wadze półciężkiej                            |
| Wygrana   | 13-1   | Marcin Tybura (12-0)            | TKO (przerwanie przez lekarza)              | 3     | 3:48 | M-1 Challenge 57                                  | 02.05.2015 | Orenburg            | Superfight                                                                    |
| Wygrana   | 12-1   | Walerij Miasnikow (10-0)        | TKO (ciosy pięściami)                       | 2     | 3:13 | M-1 Challenge 54 /Absolute Championship Berkut 12 | 17.12.2014 | Petersburg          | Obronił pas mistrza M-1 Global w wadze półciężkiej                            |
| Wygrana   | 11-1   | Luis Fernando Miranda (13-1)    | Poddanie (duszenie zza pleców)              | 2     | 4:31 | M-1 Challenge 50: Battle on Neva                  | 15.08.2014 | Petersburg          | Obronił pas mistrza M-1 Global w wadze półciężkiej                            |
| Wygrana   | 10-1   | Wiktor Niemkow (21-4)           | Decyzja (niejednogłośna)                    | 5     | 5:00 | M-1 Challenge 46: Nemkov vs. Puetz                | 14.03.2014 | Petersburg          | Zdobył pas mistrza M-1 Global w wadze półciężkiej                             |
| Przegrana | 9-1    | Joachim Christensen (8-3)       | Decyzja (jednogłośna)                       | 3     | 5:00 | European MMA 8: It's now or never                 | 22.02.2014 | Brøndby             |                                                                               |
| Wygrana   | 9-0    | Tassilo Lahr (4-0)              | TKO (niezdolność do kontynuowania walki)    | 3     | 5:00 | Respect Fighting Championship 10                  | 28.09.2013 | Wuppertal           | Obronił pas mistrza Respect Fighting Championship w wadze półciężkiej         |
| Wygrana   | 8-0    | Dawid Baziak (9-4)              | Decyzja (jednogłośna)                       | 3     | 5:00 | TFS – Mix Fight Gala 14                           | 15.06.2013 | Darmstadt           | Zdobył pas mistrza Mix Fight Gala w wadze półciężkiej                         |
| Wygrana   | 7-0    | Alexander Neufang (3-1)         | TKO (ciosy pięściami)                       | 3     | 3:21 | Respect Fighting Championship 9                   | 13.04.2013 | Dormagen            | Zdobył pas mistrza Respect Fighting Championship w wadze półciężkiej          |
| Wygrana   | 6-0    | Jerry Nelson (6-1)              | Decyzja (jednogłośna)                       | 5     | 5:00 | Kombat Komplett 8                                 | 02.02.2013 | Baumholder          | Zdobył pas mistrza Kombat Komplett w wadze półciężkiej                        |
| Wygrana   | 5-0    | Nils Wernersbach (3-1)          | TKO (przerwanie przez narożnik)             | 4     | ?    | SFC 12 – Tournament 2012 Part V                   | 02.02.2013 | Mainz               |                                                                               |
| Wygrana   | 4-0    | Danny Stritzke (3-1)            | Poddanie (dźwignia prosta na staw łokciowy) | 3     | 2:10 | Fightland Gala IV                                 | 24.11.2012 | Witten              |                                                                               |
| Wygrana   | 3-0    | Sascha Ernst (3-2)              | Poddanie (duszenie zza pleców)              | 2     | 1:23 | SFC 11 – Tournament 2012 Part IV                  | 15.09.2012 | Düren               | Zdobył pas mistrza Superior FC w wadze półciężkiej                            |
| Wygrana   | 2-0    | Mario Terzic (0-0)              | Poddanie (dźwignia prosta na staw łokciowy) | 1     | 2:31 | Max FC 7 – MMA Monster                            | 25.08.2012 | Olten               |                                                                               |
| Wygrana   | 1-0    | Ruben Wolf (2-3)                | KO (przerwanie przez narożnik)              | 2     | 4:16 | SFC 9 – Tournament 2012 Part 2                    | 31.03.2012 | Göppingen           | Debiut w zawodowym MMA                                                        |